# Anisostena lecontii
Anisostena lecontii es una especie de coleóptero de la familia Chrysomelidae. Fue descrita científicamente por primera vez en 1864 por Baly.
Mide  4.6-4.8 mm. Hay 14 especies en México y los Estados Unidos.